# Limburgit

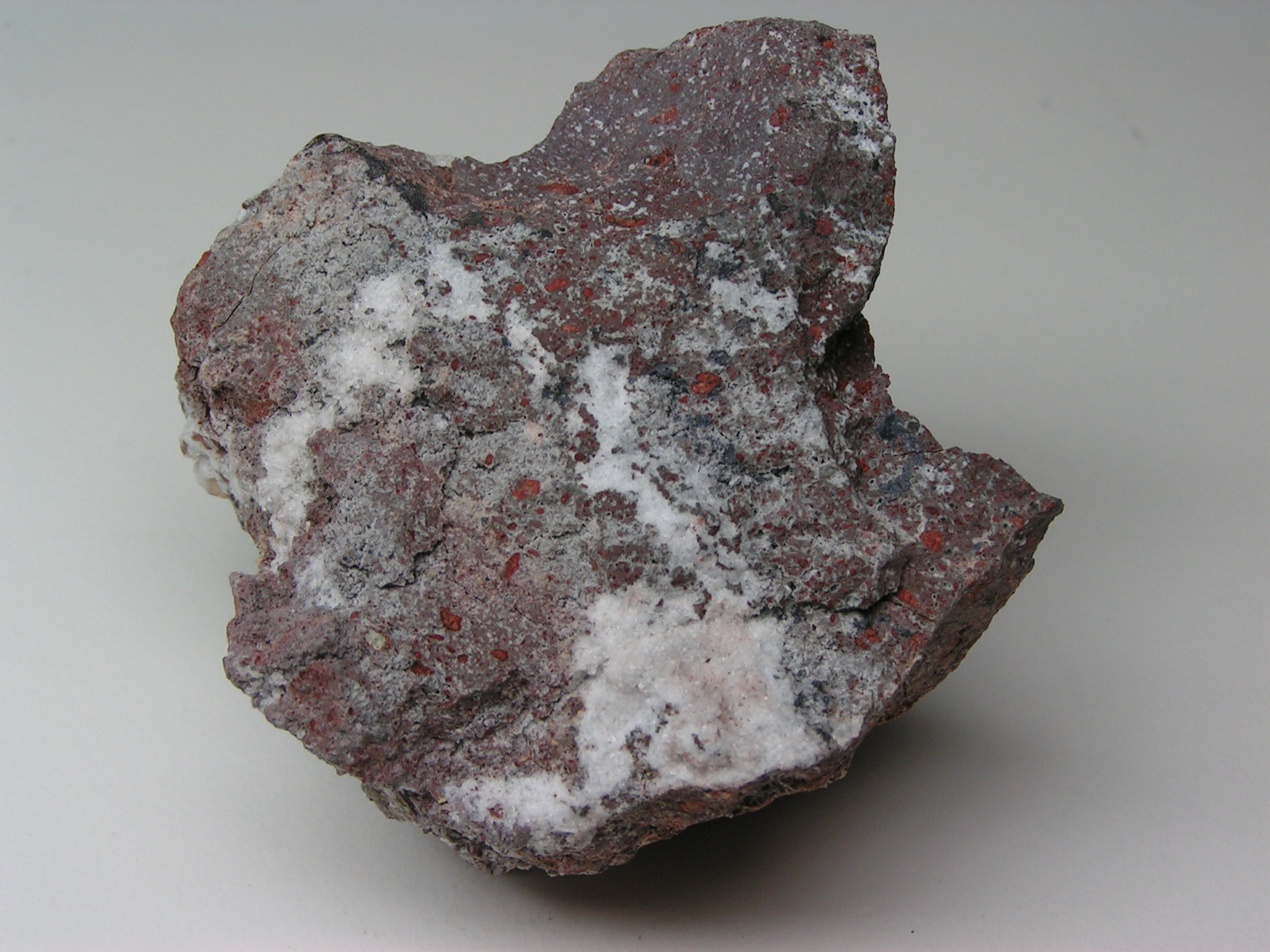
Limburgit vom Limberg am Kaiserstuhl

Als Limburgit wird ein Basanit (ein basaltisches Ergussgestein) mit glasiger Grundmasse und porphyrischem Gefüge bezeichnet. Der Name leitet sich von seiner Typlokalität, dem Limberg bzw. der Limburg bei Sasbach am Kaiserstuhl in Baden-Württemberg ab. Er wurde von dem Geologen Karl Heinrich Rosenbusch bereits im Jahre 1872 eingeführt.

## Gesteinsbeschreibung
Generell bestehen Limburgite meist aus einer rötlichbraunen oder graubraunen glasigen oder (nach Devitrifikation) mikrokristallinen Grundmasse, in der sich Einsprenglinge von Olivin und Klinopyroxen befinden. Mit abnehmender Anzahl von Einsprenglingen kann das Gestein stufenlos in ein basaltisches Gesteinsglas übergehen, meist in Randbereichen eines ehemaligen Lavastroms, die schneller abgekühlt sind als der Rest.
Bei dem Limburgit von Sasbach ist der Olivin höchstens 3 mm groß und liegt meist nur noch in verwitterter Form vor, entweder als gelblicher Limonit oder als roter Hämatit. Bei dem Klinopyroxen handelt es sich um schwarzen Ti-Augit von bis zu 1 cm Größe, der dank seines idiomorphen Wachstums häufig die charakteristischen achtseitigen Querschnitte sowie zwei Kopfflächen aufweist. Zwillinge und Mehrfachverwachsungen sind oft zu beobachten. In Blasenhohlräumen, die in dem Gestein sehr häufig sind, haben sich nach der Gesteinsentstehung durch Umwandlungsprozesse verschiedene Minerale gebildet, z. B. Zeolithe (Faujasit, Philipsit u. a.), Calcit, Aragonit und Opal (Hyalit). Diese Sekundärmineralien machen den Limburgit für Mineraliensammler interessant.

## Vorkommen
Limburgite treten meist in Assoziation mit anderen vulkanitischen Alkaligesteinen auf, etwa Alkalibasalten, Basaniten oder Tephriten. In Deutschland liegen bekannte Fundorte außerhalb des Kaiserstuhls etwa im Vogelsberg, der Rhön oder dem Hohen Meißner.

## Die Lokalität am Limberg
Am Nordwestrand des Kaiserstuhls sind in sieben Steinbrüchen (I-VII) mehrere limburgitische Lavaströme aufgeschlossen, die zum Teil als Block- oder Aa-Lava ausgebildet sind. Sie eruptierten während der Spätphase der Kaiserstuhlentwicklung im Miozän vor ca. 16 Millionen Jahren aus einem Seitenkrater des Vulkans. Die Limburgitströme bilden zusammen mit einem Olivin-Nephelinit-Lavastrom sowie den Resten eines Schlackenkegels (Rote Wand im Steinbruch VII) den so genannten Limberg-Lützelberg-Komplex. Im größten Aufschluss, dem Steinbruch I, sind zwei Limburgitabfolgen durch eine geringmächtige Tuffit- und Seesedimentschicht voneinander getrennt.

## Verwendung
Aufgrund der unmittelbaren Nähe des Limburgitvorkommens von Sasbach zum Rhein wurde das Gestein im 19. Jahrhundert in mehreren Steinbrüchen als Baumaterial zur Rheinbegradigung gebrochen. Heute hat der Limburgit dieser Fundstelle keine ökonomische Bedeutung mehr.